# Clark Johnson

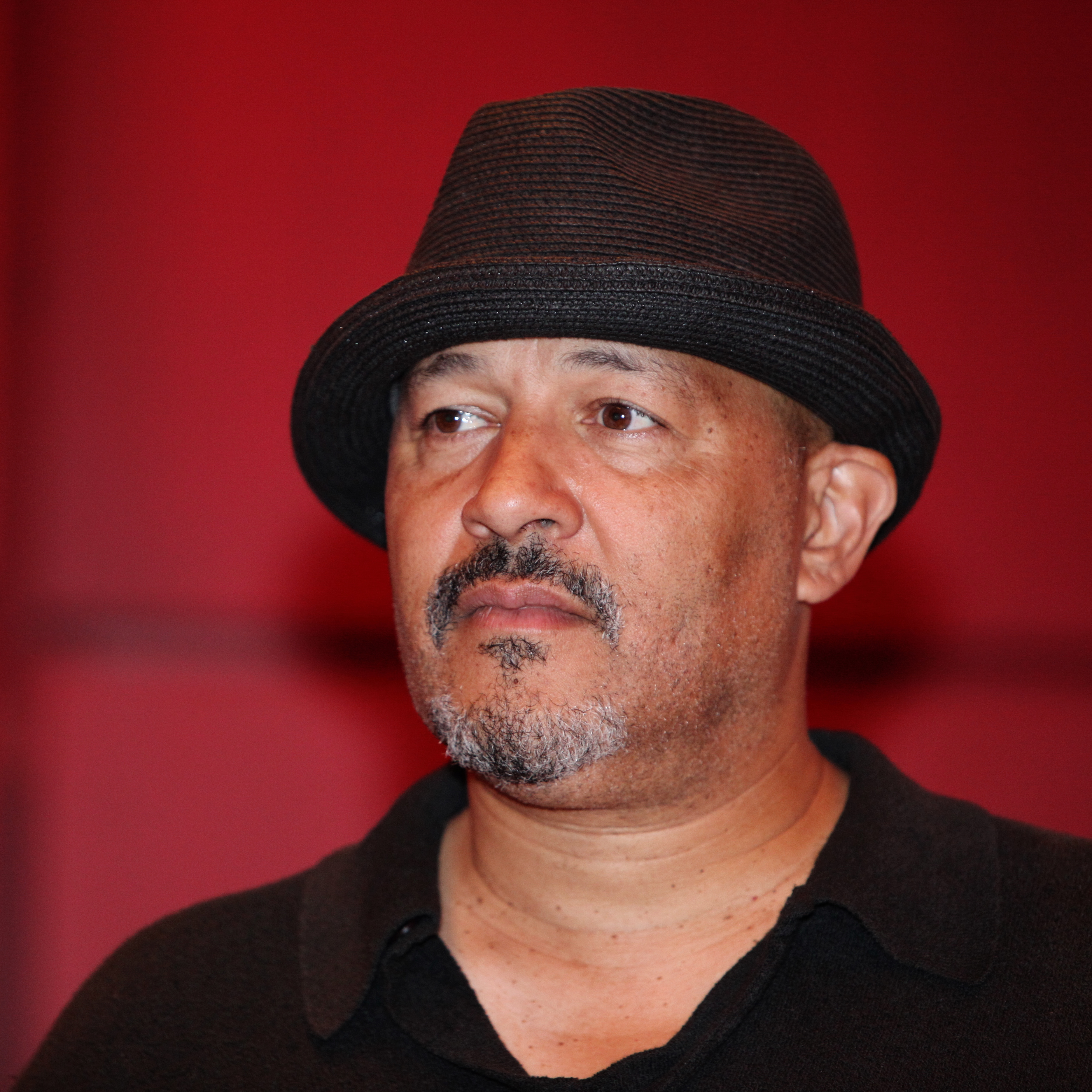
Clark Johnson beim Internationalen Filmfestival in Karlsbad im Juli 2009

Clark Johnson (* 10. September 1954 in Philadelphia, Pennsylvania) ist ein US-amerikanischer Schauspieler, Regisseur und Fernsehproduzent, bekannt durch seine Hauptrolle als Detective Meldrick Lewis in der Fernsehserie Homicide. Er ist auch unter seinen Künstlernamen Clark „Slappy“ Jackson, Clarque Johnson und J. Clark Johnson bekannt.

## Leben und Karriere
Clark Johnson wurde im September 1954 in Philadelphia im US-Bundesstaat Pennsylvania als Sohn eines afroamerikanischen Vaters und einer weißen Mutter geboren. Die Familie zog schließlich nach Kanada, wo er die Concordia University in Montreal, Québec besuchte. Er hat drei Geschwister, darunter der Jazz-Musiker Molly Johnson und die Schauspielerin und Sängerin Taborah Johnson. Er besucht ebenfalls die Eastern Michigan University in Ypsilanti, Universität Ottawa in Ottawa, bevor an der OCAD University sein Studium beendete. Während seiner Studienzeit spielte er in der Canadian Football League einige Spiele, entschied sich dann aber lieber etwas im Filmgewerbe zu machen. Zunächst fing er als Spezialeffektkünstler in Filmen und Serien an, bevor er 1982 seine erste Rollen im Film Labyrinth der Monster erhielt. In den weiteren Jahren der 1980er wurde er unter anderem für Rollen in den Filmen Asphalt Kid, Die Nacht der Abenteuer, Der stählerne Adler II, Colors – Farben der Gewalt und Ultraman – Mein geheimes Ich engagiert. Sein Fernsehdebüt gab Johnson 1985 in der kanadischen Krimiserie In der Hitze der Nacht als Jefferson.
Sein großer Durchbruch wurde die Rolle des Detective Meldrick Lewis in der Fernsehserie Homicide, die er für ganze sechs Staffeln innehatte. Für diese Rolle erhielt er 1999 eine Nominierung bei den NAACP Image Awards in der Kategorie Outstanding Supporting Actor in a Drama Series. Im Laufe der Serie fungierte er auch in fünf Episoden als Regisseur. Dazwischen übernahm er dann noch die Rolle des Hackney Transportist in John Badhams Thriller Gegen die Zeit. Von 1998 bis 2000 inszenierte er einzelne Episoden von Nikita, Law & Order: Special Victims Unit, The West Wing – Im Zentrum der Macht und New York Cops – NYPD Blue, bevor er im Fernsehfilm Homicide: Der Film seine alte Rolle als Detective Meldrick Lewis wieder aufnahm. Jeweils von 2002 bis 2008 übernahm er bei acht Episoden der Serie The Wire und bei sieben Episoden der Serie The Shield – Gesetz der Gewalt die Regie, wobei er bei The Wire sogar in allen zehn Folgen der letzten Staffel in der Rolle des Augustus „Gus“ Haynes zu sehen war. Für seine Inszenierung der Pilotfolge von The Shield wurde er bei der Primetime-Emmy-Verleihung 2001 in der Kategorie Outstanding Directing for a Drama Series nominiert. Weitere Engagements folgten 2003 bzw. 2006 bei den Filmen S.W.A.T. – Die Spezialeinheit und The Sentinel – Wem kannst du trauen?, wo er jeweils als Regisseur beteiligt war und nebenbei kleinere Rollen spielte. 2008 spielte er in Charles Officers Nurse.Fighter.Boy die Hauptrolle als Silence, wofür er 2011 bei den Genie Awards in der Kategorie Best Performance by an Actor in a Leading Role nominiert wurde. 2010 und 2011 probierte er sich bei den Pilotfolgen von Memphis Beat und Lights Out auch mal als Fernsehproduzent. Zuletzt fungierte er bei Episoden der Serien The Chicago Code, Lost Girl, Homeland, The Walking Dead und Breakout Kings als Regisseur.
2013 wurde er für die Hauptrolle Robert Bettencourt, einem Senator von Pennsylvania, für die Amazon-Webserie Alpha House gecastet.

## Filmografie (Auswahl)
| Als Schauspieler - 1982: Labyrinth der Monster (Mazes and Monsters) - 1983: Stromopoly (Utilities) - 1985–1988: Nachtstreife (Night Heat, Fernsehserie, 18 Episoden) - 1986: Höllengefängnis (Doing Life) - 1986: Reporter des Verbrechens (Hot Shots, Fernsehserie, 13 Episoden) - 1987: Asphalt Kid (Wild Thing) - 1987: Die Nacht der Abenteuer (Adventures in Babysitting) - 1988: Colors – Farben der Gewalt (Colors) - 1988: Der stählerne Adler II (Iron Eagle II) - 1988: Ultraman – Mein geheimes Ich (My Secret Identity, Fernsehserie, Episode 1x04) - 1993: Der Zeuge am Fenster (Blood Brothers) - 1993–1999: Homicide (Homicide: Life on the Street, Fernsehserie, 122 Episoden) - 1994: Drop Zone - 1995: Gegen die Zeit (Nick of Time) - 2000: Homicide: Der Film (Homicide: The Movie) - 2000: Eine Liebe in Brooklyn (Disappearing Acts) - 2001: Boykott (Boycott) - 2003: S.W.A.T. – Die Spezialeinheit (S.W.A.T.) - 2006: The Sentinel – Wem kannst du trauen? (The Sentinel) - 2008: The Wire (Fernsehserie, zehn Episoden) - 2008: Nurse.Fighter.Boy - 2009: Defendor - 2012: Unforgettable (Fernsehserie, Episode 1x17) - 2012: 666 Park Avenue (Fernsehserie, Episode 1x03) - 2013: Law & Order: Special Victims Unit (Fernsehserie, Episode 15x05) - 2013–2014: Alpha House (Fernsehserie) - 2015: Hyena Road - 2018: Bosch (Fernsehserie, Episode 4x01) - 2019: Tammy’s Always Dying - 2019: Evil (Fernsehserie) - 2022: Alaska Daily (Fernsehserie, 1 Episode) - seit 2025: Daredevil: Born Again (Fernsehserie) Als Produzent - 2010: Memphis Beat (Fernsehserie, Episode 1x01) - 2010: Butterflies of Trip City - 2011: Lights Out (Fernsehserie, Episode 1x01) | Als Regisseur - 1996–1998: Homicide (Homicide: Life on the Street, Fernsehserie, 5 Episoden) - 1998: Nikita (La Femme Nikita, Fernsehserie, Episode 2x19) - 1999: Law & Order: Special Victims Unit (Fernsehserie, Episode 1x06) - 2000: Third Watch – Einsatz am Limit (Third Watch, Fernsehserie, Episode 1x16) - 2000: The West Wing – Im Zentrum der Macht (The West Wing, Fernsehserie, Episode 1x18) - 2000: New York Cops – NYPD Blue (NYPD Blue, Fernsehserie, Episode 7x18) - 2002–2008: The Wire (Fernsehserie, 8 Episoden) - 2002–2008: The Shield – Gesetz der Gewalt (The Shield, Fernsehserie, 7 Episoden) - 2003: S.W.A.T. – Die Spezialeinheit (S.W.A.T.) - 2006: The Sentinel – Wem kannst du trauen? (The Sentinel) - 2008: Flashpoint – Das Spezialkommando (Flashpoint, Fernsehserie, Episode 1x04) - 2009: Lie to Me (Fernsehserie, Episode 1x09) - 2011: The Chicago Code (Fernsehserie, 2 Episoden) - 2011: King (Fernsehserie, 2 Episoden) - 2011: Lost Girl (Fernsehserie, Episode 2x05) - 2011–2014: Homeland (Fernsehserie, 5 Episoden) - 2012: The Walking Dead (Fernsehserie, Episode 2x08) - 2012: Breakout Kings (Fernsehserie, 2 Episoden) - 2020: Percy - 2020–2021: Your Honor (Fernsehserie, 3 Episoden) - 2021: Mayor of Kingstown (Fernsehserie, 2 Episoden) |

## Auszeichnungen und Nominierungen
| Jahr | Auszeichnung | Für                            | Kategorie                                         | Resultat  |
| ---- | ------------ | ------------------------------ | ------------------------------------------------- | --------- |
| 1995 | Gemini Award | E.N.G. – Hautnah dabei         | Best Guest Performance in a Series by an Actor    | Nominiert |
| 1996 | Genie Award  | Rude                           | Best Performance by an Actor in a Supporting Role | Nominiert |
| 1999 | Gemini Award | Homicide                       | Outstanding Supporting Actor in a Drama Series    | Nominiert |
| 2002 | Emmy         | The Shield – Gesetz der Gewalt | Outstanding Directing for a Drama Series          | Nominiert |
| 2010 | Genie Award  | Nurse.Fighter.Boy              | Best Performance by an Actor in a Leading Role    | Nominiert |